# Вуттон, Джеймс
Джеймс «Вути» Вуттон (англ. James "Wootie" Wootton; род. 15 ноября 1974 года) ― канадский аниматор и дизайнер персонажей. Его карьера началась с мультсериала Cartoon Network «Эд, Эдд и Эдди», созданного Дэнни Антонуччи, премьера которого состоялась 4 января 1999 года. Вуттон работал аниматором последовательности заголовков и раскадровщиком во время показа мультсериала, что принесло ему номинацию на премию «Энни» за эпизод третьего сезона «Wish You Were Ed» 10 ноября 2001 года. Вуттон позже работал над Джордж из джунглей, Кид vs. Кэт, Рой, Что скажет Марта, Дружба — это чудо, Посылки с планеты Х, Да здравствует король Джулиан, и Кунг-фу панда: Лапки судьбы.

## Фильмография
| Год       | Работа                        | Назначение                                                                           | Заметки     |
| --------- | ----------------------------- | ------------------------------------------------------------------------------------ | ----------- |
| 1999-2007 | Эд, Эдд и Эдди                | Художник-раскадровщик, режиссёр раскадровки, аниматор: последовательность заголовков | Мультсериал |
| 2007      | Джордж из джунглей            | Режиссёр анимации                                                                    | Мультсериал |
| 2007      | Кид vs. Кэт                   | Режиссёр анимации                                                                    | Мультсериал |
| 2009      | Рой                           | Основной аниматор                                                                    | Мультсериал |
| 2009-10   | Что скажет Марта              | Аниматор: Studio B                                                                   | Мультсериал |
| 2010-13   | Дружба — это чудо             | Co-режиссёр, голос Осла                                                              | Мультсериал |
| 2013      | Посылки с планеты Х           | Режиссёр                                                                             | Мультсериал |
| 2014-17   | Да здравствует король Джулиан | Режиссёр; художник-раскадровщик                                                      | Мультсериал |
| 2018      | Кунг-фу панда: Лапки судьбы   | Режиссёр                                                                             | Мультсериал |
| 2021      | Сверкающий самурай            | Художник-раскадровщик                                                                | Мультфильм  |

## Награды
| Дата | Премия         | Категория                                                                                | Работа                               | Совместно с                                                   | Результат |
| ---- | -------------- | ---------------------------------------------------------------------------------------- | ------------------------------------ | ------------------------------------------------------------- | --------- |
| 2001 | Энни           | Лучшие индивидуальные достижения за раскадровку в анимационном телевизионом производстве | Эд, Эдд и Эдди за «Wish You Were Ed» | н/д                                                           | Номинация |
| 2012 | Leo            | Лучшая режиссура в анимационной программе или сериале                                    | Дружба — это чудо                    | Джейсоном Тиссеном                                            | Номинация |
| 2016 | Дневная «Эмми» | Лучшая режиссура в анимационной программе                                                | Да здравствует король Джулиан        | Стивеном Хеневельдом, Кристо Стамболевом, и Коллетт Сандерман | Номинация |